# Институт по молекулярна биология „Академик Румен Цанев“
Институтът по молекулярна биология „Академик Румен Цанев“ (ИМБ–БАН) е водещата национална научна институция в България в областта на молекулярната биология. Провежда фундаментални и приложни изследвания в областта на молекулярната биология и сродни дисциплини като структурна и клетъчна биология, молекулярна генетика и биоорганична химия с цел приложението им в медицината и фармацията.

## История
Историята на изследванията по молекулярна биология в България е тясно свързана с биографията на академик Румен Цанев и историята на Института по молекулярна биология, чийто основател и първи директор е той.
Още като студент по медицина в Софийския университет „Свети Климент Охридски“, Цанев се увлича по биохимията и организира първия кържок по биохимия в България, вдъхновен от книгата „Какво е животът?“ на световноизвестния квантов физик и нобелов лауреат Ървин Шрьодингер. След дипломирането си през 1946 г., Цанев е назначен за асистент в новосъздадения Институт по приложна биология и развитие на организмите, чийто директор е известният генетик академик Дончо Костов. В института Цанев организира и ръководи лаборатория по цитология. Впоследствие работи като младши научен сътрудник и ръководител на секция „Цитология и цитохимия“ в обединения Институт по обща биология, чийто директор е друг известен български учен – академик Методи Попов.
През 1954 година Румен Цанев се хабилитира и през 1960 година секцията му се отделя в Централна биохимична лаборатория (ЦБХЛ) при БАН, на която става директор. През 1964 г. е избран за професор и чете лекции в Биологическия факултет на СУ, където за първи път въвежда лекционните курсове „Молекулярна биология“ и „Молекулни основи на ембрионалното развитие“. През 1972 г. ЦБХЛ прераства в самостоятелен Институт по биохимия, който през 1977 г. е преименуван в Институт по молекулярна биология (ИМБ). Румен Цанев, който от 1974 година е член-кореспондент на БАН, а от 1979 година е академик, ръководи ИМБ до своето пенсиониране през 1994 г. След неговата смърт през 2008 г., в негова чест Институтът е преименуван на ИМБ „Академик Румен Цанев“.

## Структура
В състава на Института са включени следните звена:
- Секция „Регулация на генната активност“
- Секция „Молекулярна биология на клетъчния цикъл“
- Секция „Структура и функция на хроматина“
- Секция „Молекулен дизайн и биохимична фармакология“
- Лаборатория по молекулярна генетика на дрожди
- Лаборатория по медико-биологични изследвания
- Лаборатория по геномна стабилност

## Разработки и отличия
През ноември 2017 година екип от ИМБ–БАН с ръководител академик Иван Иванов получава наградата „Изобретател на годината 2017“ в категория „Химия и биотехнологии“, присъдена от Патентното ведомство за патента „Супресор на ендогенния човешки гама-интерферон“.